# بارني ولف
بارني ولف (بالإنجليزية: Barney Wolfe)‏ هو لاعب كرة قاعدة أمريكي، ولد في 9 يناير 1876، وتوفي في 23 فبراير 1953 في North Charleroi, Pennsylvania ‏ في الولايات المتحدة.

## وصلات خارجية
- بارني ولف على موقعبيزبول رفرنس.كوم (الدوري الرئيسي) (الإنجليزية)
- بارني ولف على موقعبيزبول رفرنس.كوم (الدوري الثانوي) (الإنجليزية)